# Dudley G. Wooten
Dudley Goodall Wooten (* 19. Juni 1860 bei Springfield, Missouri; † 7. Februar 1929 in Austin, Texas) war ein US-amerikanischer Politiker. Zwischen 1901 und 1903 vertrat er den Bundesstaat Texas im US-Repräsentantenhaus.

## Werdegang
Noch während seiner Kindheit kam Dudley Wooten mit seinen Eltern nach Texas. Er besuchte die öffentlichen Schulen in der dortigen Stadt Paris. Daran schloss sich bis 1875 ein Studium am Princeton College an. Anschließend setzte er seine Ausbildung an der Johns Hopkins University in Baltimore fort. Nach einem Jurastudium an der University of Virginia in Charlottesville und seiner 1880 erfolgten Zulassung als Rechtsanwalt begann er in Austin in diesem Beruf zu arbeiten. Zwischen 1884 und 1886 war er dort als Staatsanwalt tätig. Seit 1888 lebte und arbeitete Wooten in Dallas. In den Jahren 1890 bis 1892 war er dort Bezirksrichter. Gleichzeitig schlug er als Mitglied der Demokratischen Partei eine politische Laufbahn ein.
Von 1898 bis 1899 saß Wooten als Abgeordneter im Repräsentantenhaus von Texas. Im Jahr 1900 gehörte er dem Vorstand der National Civic Federation an; 1901 war er Delegierter auf einer nationalen Steuerkonferenz. Bereits im Jahr 1898 hatte er an einer nationalen Anti-Trust-Konferenz in Chicago teilgenommen. Nach dem Tod des Abgeordneten Robert E. Burke wurde Wooten bei der fälligen Nachwahl für den sechsten Sitz von Texas als dessen Nachfolger in das US-Repräsentantenhaus in Washington, D.C. gewählt, wo er am 13. Juli 1901 sein neues Mandat antrat. Da er im Jahr 1902 von seiner Partei nicht mehr zur Wiederwahl nominiert wurde, konnte er bis zum 3. März 1903 nur die laufende Legislaturperiode im Kongress beenden.
Nach dem Ende seiner Zeit im US-Repräsentantenhaus zog Wooten nach Seattle im Bundesstaat Washington, wo er als Anwalt praktizierte. In seiner neuen Heimat war er auch mehrfach als Richter am Superior Court tätig. 1912 nahm er am National Rivers and Harbor Congress teil; im Jahr darauf war er Delegierter auf einer Umweltkonferenz (National Conservation Congress). Im Jahr 1919 gehörte Wooten dem Ausschuss zur Festlegung der Studienlehrpläne in seinem Staat an. Zwischen 1924 und 1928 hielt er juristische Vorlesungen an der University of Notre Dame in Indiana. Er starb während eines Besuchs am 7. Februar 1929 in Austin und wurde in Seattle beigesetzt.